# اسلاویا ۲۳۰۴
سیارک ۲۳۰۴ (به انگلیسی: 2304 Slavia، نامگذاری:1979KB) دو هزار و سیصد و چهارمین سیارک کشف شده‌است که در ۱۸ مه ۱۹۷۹ کشف شد.
قدر مطلق سیارک برابر ۱۲٫۴۰ است.